# گوگومبیل
گوگومبیل (انگلیسی: Goggomobil) یک خودروی میکرو بود که بین سال‌های ۱۹۵۵ تا ۱۹۶۹ در آلمان تولید شد. این خودرو توسط گلس (شرکت) طراحی و تولید شد.
گوگومبیل کوچک، مقرون به صرفه و برای خانواده‌های جوان یا افرادی که به دنبال وسیله حمل و نقل ارزان و مطمئن هستند طراحی شده بود. این یک موتور ۲۴۵ سی سی دو زمانه در عقب نصب شده بود که حدود ۱۳ اسب بخار قدرت داشت و حداکثر سرعت آن حدود ۵۰ مایل در ساعت بود.
این خودرو در مدل‌های مختلفی از جمله کوپه، سدان و ون عرضه می‌شد. دارای دو در، دو صندلی بود و به دلیل طراحی منحصر به فرد و جذابش مشهور بود.
گوگومبیل با وجود اندازه کوچکش در آلمان و سایر کشورها محبوب بود. به نقاط مختلف جهان از جمله استرالیا، نیوزلند و انگلستان صادر شد.
امروزه، گوگومبیل به عنوان یک کالای کلکسیونی در نظر گرفته می‌شود و هنوز هم مورد توجه علاقه مندان و کلکسیونرهای خودروهای کوچک است.